# Fourcigny
Fourcigny ist eine nordfranzösische Gemeinde mit 191 Einwohnern (Stand 1. Januar 2022) im Département Somme in der Region Hauts-de-France. Die Gemeinde liegt im Arrondissement Amiens, ist Teil der Communauté de communes Somme Sud-Ouest und gehört zum Kanton Poix-de-Picardie.

## Geographie
Die Gemeinde liegt rund fünf Kilometer östlich von Aumale an der Grenze der Départements Somme und Oise. Im Süden erstreckt sich die Gemeinde bis zur Bahnlinie von Amiens nach Rouen (Bahnhof im benachbarten Fouilloy). Zu Fourcigny gehört der Weiler Beaurepaire.

## Einwohner
| 1962 | 1968 | 1975 | 1982 | 1990 | 1999 | 2006 | 2011 |
| ---- | ---- | ---- | ---- | ---- | ---- | ---- | ---- |
| 163  | 164  | 130  | 131  | 123  | 131  | 166  | 183  |

## Verwaltung
Bürgermeister (maire) ist seit 2012 Joël Guilbert.